# Bátonyterenye
Bátonyterenye est une ville et une commune du comitat de Nógrád en Hongrie.
La commune a été créée en 1984 par fusion de Nagybátony, Kisterenye et Szúpatak.

## Jumelages
La ville de Bátonyterenye est jumelée avec :
- Fülek (Fiľakovo) (Slovaquie)